# スナックコットン
「スナックコットン」は、2025年から広島ホームテレビで放送されているバラエティ番組。コットンの冠番組。2025年2月20日・2月27日・3月6日の3週連続放送された後、2025年7月17日からレギュラー放送。

## 概要
“どーでもいいけど、気になる”広島にまつわるアレコレを真剣に掘り下げる番組。
TOKYO MXや山口朝日放送でも放送されている。
BSよしもとで2025年6月6日から放送。

## 出演
- コットン
ママ（きょん） / 常連客にしむら（西村真二）

## 調査員
- やまか
- まつはましん
- わあ

## ゲスト
- ワラバランス宮崎（2025年3月6日）「呉の魅力誰も知らん論争」[3]

## 放送リスト
- 仁義なきお好み焼き論争！（2025年2月20日[4]）
- 仁義なき広島の食論争（2025年2月27日）
- 仁義なき広島オムニバス論争SP（2025年3月6日）
- ギリギリ絶滅図鑑 男子校編（2025年7月17日）
- リッチさんいらっしゃ～い！（2025年7月24日）
- あんたぁ、なんしに広島来たん？（2025年8月7日）

## スタッフ
- ナレーション：萬琴真、じゅんじゅん
- 構成：山脇わきこ
- 編成：野中保宏
- 広報：井上知子、佐々木開得
- 撮影：市川大祐、清水達也、舩津雅俊
- 音声：今野健
- MA：米元得善
- CG：樫部さおり
- タイトルCG：泉尾祥子
- ディレクター：田上佳世、小野貴之
- プロデューサー：大道貴志、岩崎博史
- 総括プロデューサー：下門晋
- 制作協力：EZMホームテレビ映像、asovo、テックサービス
- 制作著作：広島ホームテレビ、BSよしもと

## 備考
大阪府吹田市に所在するスナックコットンは無関係である。